# Ager Aketxe
Ager Aketxe, né le 30 décembre 1993 à Bilbao, est un footballeur espagnol évoluant au poste de milieu offensif au Real Saragosse.

## Biographie

### Formation et débuts en équipes réserves
Ager Aketxe naît en décembre 1993 dans la ville de Bilbao, situé dans la communauté autonome du Pays basque. En 2003, il rejoint le centre de formation du plus grand club de la région, l'Athletic Bilbao. Aketxe y fait ses classes pendant huit ans et finit promu au CD Baskonia, l'équipe C de l'Athletic, en 2011. 
Un an plus tard, Aketxe est promu avec l'équipe réserve de son club formateur. Le 8 septembre 2012, il fait ses débuts en Segunda División B en remplaçant Álvaro Peña contre la Real Sociedad B. Aketxe inscrit son premier but le 28 octobre et permet à l'Athletic de s'imposer sur la pelouse du Gimnástica de Torrelavega (0-1).
Marcelo Bielsa, entraîneur de l'équipe première, le convoque en avril 2013 pour la réception du Real Madrid en Liga mais il reste sur le banc. Aketxe termine la saison 2012-13 avec 30 matchs et cinq buts avec la réserve.

### Athletic Bilbao
Après une saison 2013-14 convaincante en équipe B, Aketxe intègre l'effectif professionnel, dirigé par Ernesto Valverde, à l'été 2014. Il dispute ses premières minutes le 17 septembre 2014 en entrant en jeu lors d'un match de phase de groupe de la Ligue des champions contre le Chakhtar Donetsk à San Mamés.
Aketxe découvre la Liga le 2 novembre en remplaçant Markel Susaeta contre le Séville FC. Cantonné à un rôle de second couteau, le milieu joue peu et patiente jusqu'au 24 avril 2015 pour connaître sa première titularisation face au Cordoue CF, pour le compte de la 33e journée de championnat. Débutant la rencontre sur le banc, Aketxe inscrit son premier but dans l'élite le 17 mai et relance Bilbao contre l'Elche CF. Alors menés 2-0, les Basques parviennent à s'imposer 2-3. 
Au début de la saison 2015-16, Aketxe remporte la Supercoupe d'Espagne contre le FC Barcelone. Valverde ne compte pas sur le joueur qui réintègre la réserve après avoir pris part à trois matchs de Liga entre août et septembre 2015.
Aketxe démontre son talent en équipe B en marquant huit buts en 21 rencontres. Il inscrit le premier triplé de sa carrière le 27 février 2016 contre la SD Ponferradina qui contribue à un succès 4-3.
Il commence l'exercice 2016-2017 avec l'Athletic mais est encore relégué à un rôle de remplaçant. En janvier 2017, Aketxe est prêté pour le reste de la saison au Cádiz CF, club de Segunda División. Il fait ses débuts en championnat le 11 février contre le Getafe CF et marque son premier but lors d'une défaite 3-2. En Andalousie, Aketxe obtient du temps du jeu et gagne en confiance. À la fin de son prêt, il totalise cinq buts en 18 matchs.
De retour à l'Athletic au début de la saison 2017-18, la situation ne change pas pour Aketxe qui joue douze matchs toutes compétitions confondues à la trêve hivernale. Il quitte le club en février 2018 en cumulant 34 matchs pour une réalisation et sans être parvenu à s'y imposer.

### Toronto FC et retour en Espagne
Le 23 février 2018, Aketxe rejoint le Toronto FC en Major League Soccer pour la saison 2018,.
Le Basque revient une nouvelle fois en prêt au Cádiz CF le 11 juillet 2018 pour six mois. Au mois de novembre 2018, Toronto annonce avoir rompu le contrat d'Aketxe de manière mutuelle. À la fin du prêt du joueur en janvier 2019, Cádiz le signe définitivement ; le contrat s'étendant jusqu'en juin.

### Deportivo La Corogne
Le 13 juillet 2019, Aketxe s'engage une saison, plus une optionnelle, en faveur du Deportivo La Corogne. Il dispute 41 matchs et marque 7 buts lors de la campagne 2019-20 qui voit le club galicien être relégué. 

### UD Almería
Le 7 septembre 2020, Aketxe signe deux saisons à l'UD Almería.

## Palmarès
Aketxe remporte la Supercoupe d'Espagne en 2015 avec l'Athletic Bilbao.